# Relaciones Angola-Guatemala
Las relaciones Guatemala-Angola son las relaciones internacionales entre Angola y Guatemala. Los dos países no han establecido relaciones diplomáticas entre sí.

## Relaciones diplomáticas
Guatemala no mantiene relaciones diplomáticas con casi 38 países, gran mayoría de ellos en África y Asia entre ellos está Angola.
Angola es uno de los países que deben procesar una visa guatemalteca en las Representaciones Diplomáticas, Embajadas o Consulares de Guatemala en el extranjero.
En 2011, los vicepresidentes de Angola y Guatemala Fernando da Piedade Dias dos Santos y Rafael Espada respectivamente, coincidieron en una visita en Cuba. Posteriormente en 2015, el gobierno de Guatemala inició un proceso de diálogo con el gobierno de Angola y pero hasta el momento no se ha concretado un acuerdo.